# Erichsonella cortezi
Erichsonella cortezi är en kräftdjursart som beskrevs av Brusca och Wallerstein 1977. Erichsonella cortezi ingår i släktet Erichsonella och familjen tånglöss. Inga underarter finns listade i Catalogue of Life.